# 下元節

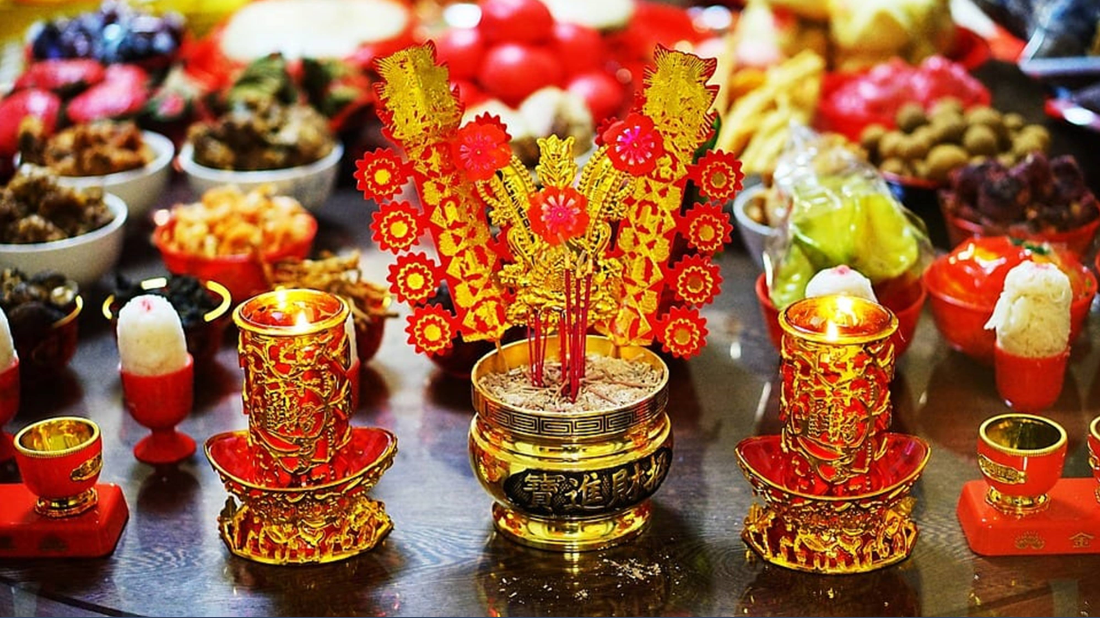
祭拜下元水官大帝

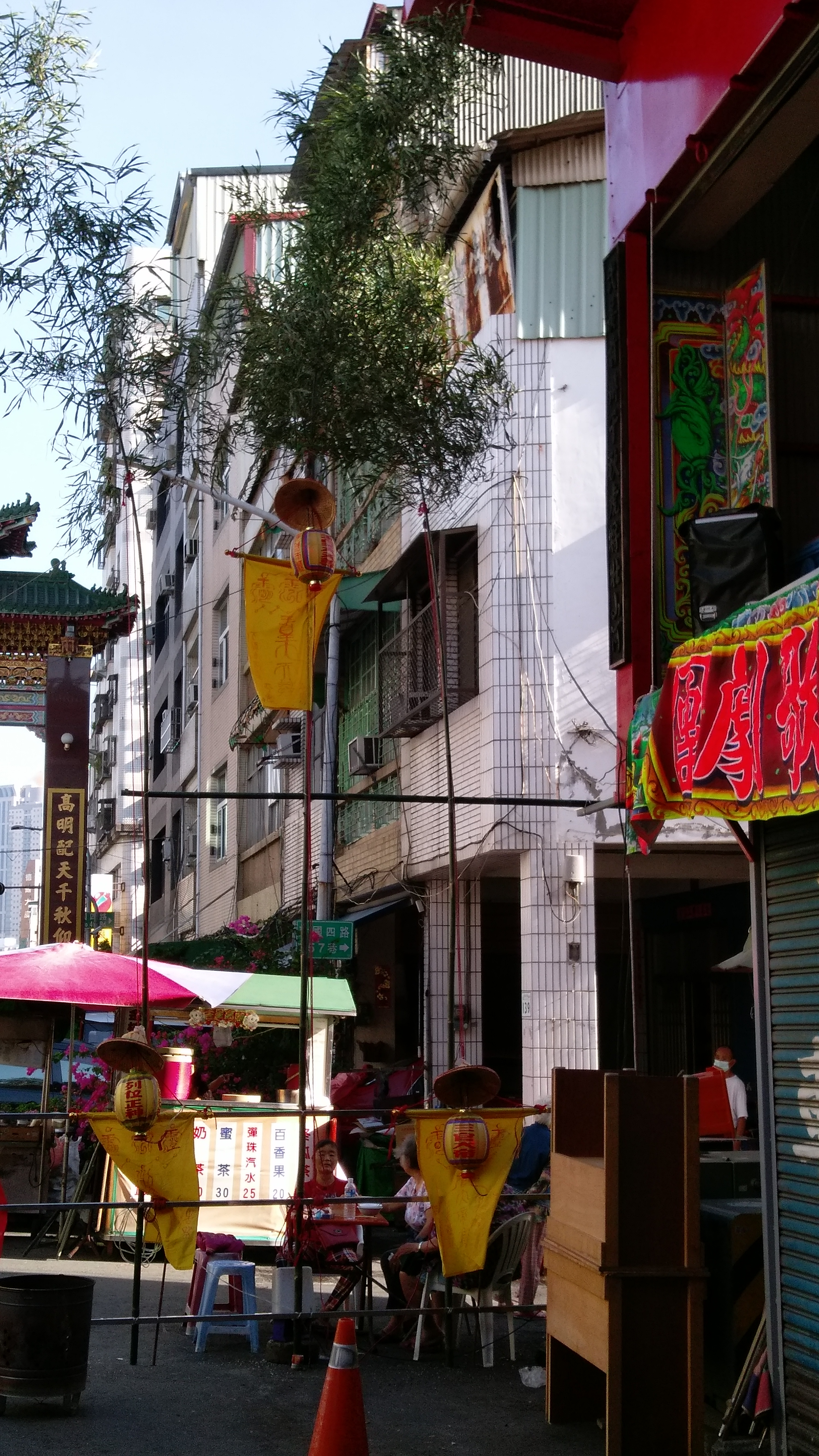
下元節舉行祈安清醮所束的燈篙

下元節為中國節日之一，時間在農曆十月十五，是「水官大帝」的生日，相傳當天該神會下凡人間為民解厄之日，這天人們會準備香燭祭品拜祀水官大帝，以求平安。因此又稱「消災日」、「謝平安日」、「下元水官節」。
此時，正值農村收穫季節，武進一帶幾乎家家戶戶用新穀磨糯米粉做小團子，包素菜餡心，蒸熟後在大門外“齋天”。又，舊時俗諺曰：“十月半，牽礱團子齋三官”。原來道教謂是日是“三官”生日，道教徒家門外均豎天杆，杆上掛黃旗，旗上寫著“天地水府”、“風調雨順”、“國泰民安”、“消災降福”等字樣；晚上，杆頂掛三盞天燈，做團子需三官。民國以後，此俗漸廢，惟民間將祭亡、燒庫等儀式提前在農曆七月十五“中元節”時舉行。
有說三界爺（三官大帝）分別是：天官堯、地官舜、水官禹，而其生日分別是：上元節（元宵）、中元節、下元節。

## 起源與歷史
農曆十月十五日，為中國民間傳統節日，下元節，亦稱“下元日”、“下元”。下元節的來歷與道教有關。道門有三官大帝，天官大帝、地官大帝、水官大帝、謂天官賜福，地官赦罪，水官解厄。三官的誕生日分別為農曆的正月十五日、七月十五日、十月十五日，這三天被稱為“上元節”、“中元節”、“下元節”。下元節，就是「下元三品解厄水官洞陰大帝」的誕生日，亦是為解厄之辰，俗謂是日，水官根據考察，錄奏天廷，為人解厄。《中華風俗志》也有記載：“十月望為下元節，俗傳水宮解厄之辰，亦有持齋誦經者。”這一天，道觀做道場，民間則祭祀亡靈，並祈求下元水官排憂解難，號稱謝平安。古代又有朝廷是日禁屠及延緩死刑執行日期的規定。
“斋三官”之俗起源甚早。宋代吳自牧《夢粱錄》：“（十月）十五日，水官解厄之日，宮觀士庶，設齋建醮，或解厄，或薦亡。”又河北《宣化縣新志》：“俗傳水官解厄之辰，人亦有持齋者。”可见唐宋时代道教对此已极为重视。而道教诸神之中，“三官”地位颇高，特别是在黎民百姓之中影响较大，其起源乃是土生土长的原始民间信仰中人们对天、地、水的自然崇拜。
中国的传统节日大多对应着饮食表达。下元节这天，正值农村收获季节，很多地方人们用新穀磨糯米粉做小团子，包素菜馅心，蒸熟后在大门外“斋天”。因此有俗谚云：“十月半，牵砻团子斋三官。”道教徒家门外均竖天杆，杆上挂黄旗，旗上写着“天地水府”“风调雨顺”“国泰民安”“消灾降福”等字样。民国以后，此俗渐废，下元节少了一道风景。
对于水官的崇拜，南方比北方流行。据公开资料显示，在常州一带，因其地属江南水乡，农村多种水稻，副业捕鱼捉虾、驶舟航船等等皆与“水”有深厚的缘分，所以农家对“水官生日”特别重视，多于此日“斋三官”(祭祀天官、地官、水官)，祈求风调雨顺、国泰民安。
而由于“水官解厄”说法的流传，即每逢下元节来临，水官下凡巡查人家善恶，为人們解除灾难，因此，家家户户会张灯结彩，在正厅挂上一对提灯，并在灯下供奉鱼肉水果等物。

## 習俗
在下元节，道观有做道场、安期的安排。在民间则逐渐开始成为一个享祭祖先亡灵、祈求福禄的节日。老北京过去会在这一天为去世的先人烧纸，祭祀祖先。另外，由于“水官解厄”说法的流传，即每逢下元节来临，水官下凡巡查人家善恶，为人门解除灾难，因此，家家户户会张灯结彩，在正厅挂上一对提灯，并在灯下供奉鱼肉水果等物。在水乡常州，诸如种水稻、捕鱼捉虾等农业生产与水有着深厚的关系。所以人们会在下元节这一天“斋三官”(祭祀天官、地官、水官)，祈求风调雨顺、国泰民安。至于饮食，下元节也有独特的节令食品。以北京为例，过下元节时，家家户户都要做豆沙包。

### 祭祀三界公
下元節，是民間信仰中三官大帝之水官洞陰大帝的誕辰。臺灣民間俗稱「三界公」（臺羅：Sam-kài-kong），即掌管天、地、水三界之神，其地位僅次於玉皇大帝。
人們在十月十四的子時便開始祭拜三界公，備妥包括牲禮、鮮花、素果、綁著紅紙的壽麵、菜碗六碗、供品、酒菜等神饌，經焚香祭拜、祝禱，擲筊、祭酒三巡後便可燒金、撤供。宮廟中的祭祀尤其盛大，祭品須在下元前一周即備妥，當日再由爐主、教長與道士主祭、祈福。

### 祭祖奉先
焚"金銀包"等祭拜祖先或亡靈，民間折紅綠紙為仙衣，折錫箔為銀錠，裝入白紙糊的袋中，正面寫“謹言冥寶一封、彩衣一身上獻某某受納”，下書“子孫某某百拜”，背面寫“某年、某月、某日謹封”，俗稱“金銀包”，叩拜後焚化。除此以外，還有其他常見的祭拜祖先活動。

### 修齋設醮
下元日也是道教齋法中規定的修齋日期之一。道教認為凡是要仰仗神力的事，如祈福、鑲災、拔苦、謝罪、求仙、延壽、超度亡人等等，皆要修齋。這一天，道觀做道場，為民眾解厄除困，民眾前往道觀觀祭，並在道觀中拜祭下元水官和祖先。

### 禹廟祭禹
水官大帝禹的誕辰日，各地禹廟等大禹紀念場所常有祭祀活動。

### 節令食俗
飲食風俗是節日習俗的一個重要組成部分。人類在長期的、眾多的節日活動的實踐中，形成了獨立的、特殊的節令食品，諸如春節吃甜馃咸馃，正月十五吃元宵、端午節吃粽子，中秋節吃月餅等等，它同其它風俗習慣一樣，作為民族的一種共同情感、共同心態。統一著人們的節日行為，對節日的生存、發展起著重要作用。這一天，人們在家中做糍粑並贈送親友，蒸麻腐包子等，据说吃麻腐包子是纪念孟姜女千里送寒衣的忠贞气节。北方在下元节的时候吃豆沙包，南方下元节在吃的方面则显得比较的多，有芋子包、糍粑、麻腐包子、米果等。

### 祈愿神灵
除了廟宇的祭祀活動，下元節又溶進了許多農業生產中的祭祀風俗，使其又成為一個祭祀神靈、祈鑲災邪、祈求豐收的農祀節日。福建省莆田一帶，下元這天傍晚，各家各戶都要在田頭祭水神，祈求在乾燥的冬季莊稼地滋潤，農作物平安過冬。祭祀時，擺上齋品，將香一根根播在田埂上，以示虔誠。每逢下元節來臨，水官下降凡間巡查人間善惡，為人們解除災難。家家戶戶張燈三夜，在正廳上掛著一對提燈，並在燈下供奉魚肉水果等。同時還會進行“水色”等戶外活動。水，和“水官”有關，色，色彩豐富。一般是紮彩船，在河中巡遊。水色由此得名。